# Seven (canción de Jungkook)
«Seven» es el primer sencillo solitario del cantante surcoreano Jungkook de BTS en colaboración con la rapera Norteamericana Latto. El sencillo fue escrito por Andrew Watt, Cirkut, Jon Bellion, Latto y Theron Makiel Thomas. Lanzado el 14 de julio de 2023 a través de Big Hit Music, «Seven» fue producido por Watt y Cirkut y es una canción pop romántica de UK garage sobre querer pasar todo el tiempo de uno con nuestro amor o amante. También se lanzó una versión explícita de la canción. Fue incluido en el álbum debut de Jungkook, Golden, publicado el 3 de noviembre de 2023.
El 30 de octubre de 2023, «Seven» se convirtió en la canción más rápida de la historia en alcanzar mil millones de reproducciones en Spotify, 108 días después de su lanzamiento.

## Letra y composición
Descrita como una «canción de verano vigorizante», «Seven» fue producida por Andrew Watt y Cirkut, quienes la escribieron junto con Jon Bellion, Latto y Theron Makiel Thomas. Musicalmente, es una canción pop del género UK garage con sonidos de guitarra acústica y una melodía pegadiza. Líricamente, «Seven» es una serenata romántica sobre querer pasar cada momento de cada día con el amor o el amante de uno. La letra de la versión explícita expresa un deseo de naturaleza más sexual.

## Recepción
Rhian Daly, escribiendo para NME, le dio a «Seven» una calificación de cuatro estrellas sobre cinco, elogiando el «registro medio pulido y el falsete meloso» de Jungkook y opinando que la canción «puso el listón alto para su era de artista solitario».

## Video musical
Se lanzó un video musical adjunto, dirigido por Bradley & Pablo, junto con la canción. El video musical presenta a la actriz surcoreana Han So-hee como la novia de Jungkook. El video hace una crónica de una semana entera (en referencia a la letra de la canción), y muestra a Jungkook intentando cómicamente de recuperar el afecto de Han, quien a menudo se molesta por los esfuerzos.

### Sinopsis
El video comienza con Jungkook y So-hee discutiendo en un restaurante el lunes, durante el cual un terremoto hace que se caiga un candelabro antes de que una pared explote repentinamente. El martes, Jungkook se cuelga de la ventana de un tren en el que ella está para darle una serenata y se sube al techo del tren mientras ella cambia de vagón. El miércoles, Jungkook intenta captar su atención en una lavandería que pronto se inundada, a lo que ella responde con enojo. El jueves, Jungkook es atropellado por un automóvil mientras intentaba darle flores. El viernes, Jungkook intenta seguirla durante una tormenta extrema, que culmina cuando el viento se lo lleva. Latto aparece durante el funeral de Jungkook el sábado e interpreta parte su verso sobre el ataúd de Jungkook justo antes del momento en que Jungkook resucita repentinamente y saluda a So-hee. El domingo, Jungkook intenta cantarle en una plataforma suspendida. Al final del video, que regresa a la tormenta del viernes, So-hee de mala gana toma la mano de Jungkook y se alejan juntos bajo la lluvia.

## Desempeño comercial
«Seven» debutó en la cima de la lista global diaria de Spotify con casi 16 millones de transmisiones, la mayor cantidad de transmisiones en el día de apertura para un artista masculino, una colaboración, y el debut más grande en 2023. Jungkook se convirtió en el primer cantante de K-pop en alcanzar el número uno en la lista de Spotify de EE. UU. y el primer artista solista coreano en debutar en la cima de la lista mundial.

## Espectáculos en vivo
Jungkook interpretó la canción en vivo por primera vez el día de su lanzamiento, junto con «Euphoria» y «Dynamite», en Central Park como parte de la serie de conciertos de verano ' Good Morning America. 

## Listado de pistas
- Sencillo en CD, descarga digital y streaming

1. «Seven» - 3:04
2. «Seven» (explícito) - 3:04
3. «Seven» (instrumental) - 3:04

- EP digital (versión "Weekday")

1. «Seven» - 3:04
2. «Seven» (explícito) - 3:04
3. «Seven» (instrumental) - 3:04
4. «Seven» (mezcla de verano) - 3:11
5. «Seven» (versión de banda) - 3:09

## Elogios
| Programa    | Fecha (1 en total)  | Ref.   |
| ----------- | ------------------- | ------ |
| M Countdown | 20 de julio de 2023 | [ 11 ] |

## Posicionamiento en listas

### Semanales
| Listas (2023)                                | Mejor posición |
| -------------------------------------------- | -------------- |
| Alemania (Offizielle Deutsche Charts)        | 12             |
| Argentina (Argentina Hot 100)                | 32             |
| Australia (ARIA)                             | 2              |
| Austria (Ö3 Austria Top 40)                  | 9              |
| Bélgica (Billboard)                          | 19             |
| Bolivia (Billboard)                          | 4              |
| Brasil (Billboard)                           | 18             |
| Canadá (Canadian Hot 100)                    | 5              |
| Chile (Billboard)                            | 12             |
| Colombia (Billboard)                         | 10             |
| Colombia (Promúsica)                         | 5              |
| Corea del Sur (Circle) Clean version         | 3              |
| Corea del Sur (Circle) Explicit version      | 47             |
| Croacia (Billboard)                          | 21             |
| Ecuador (Billboard)                          | 7              |
| El Salvador (Monitor Latino)                 | 19             |
| España (PROMUSICAE)                          | 61             |
| Filipinas (Billboard)                        | 1              |
| Francia (SNEP)                               | 12             |
| Global 200 (Billboard)                       | 1              |
| Greece International (IFPI) Explicit version | 5              |
| Greece International (IFPI) Clean version    | 30             |
| Hong Kong (Billboard)                        | 1              |
| Hungría (Single Top 40)                      | 13             |
| India (Billboard)                            | 3              |
| India International Singles (IMI)            | 1              |
| Indonesia (Billboard)                        | 1              |
| Irlanda (IRMA)                               | 7              |
| Italia (FIMI)                                | 66             |
| Japón (Japan Hot 100)                        | 2              |
| Japan Combined Singles (Oricon)              | 2              |
| Letonia (EHR)                                | 20             |
| Letonia (LAIPA)                              | 1              |
| Latvia Airplay (LAIPA)                       | 8              |
| Lituania (AGATA)                             | 4              |
| Luxemburgo (Billboard)                       | 5              |
| Malasia (Billboard)                          | 1              |
| Malaysia International (RIM)                 | 1              |
| MENA (IFPI)                                  | 1              |
| Mexico (Billboard)                           | 19             |
| Nueva Zelanda (Recorded Music NZ)            | 2              |
| Nigeria (TurnTable Top 100)                  | 54             |
| Países Bajos (Mega Single Top 100)           | 31             |
| Países Bajos (Tipparade)                     | 24             |
| Panamá (PRODUCE)                             | 50             |
| Paraguay (Monitor Latino)                    | 3              |
| Perú (Billboard)                             | 2              |
| Polonia (Polish Streaming Top 100)           | 13             |
| Portugal (AFP)                               | 7              |
| Reino Unido (UK Singles Chart)               | 3              |
| República Checa (Rádio Top 100)              | 49             |
| República Checa (Singles Digitál Top 100)    | 31             |
| República Dominicana (SODINPRO)              | 4              |
| Romania (Billboard)                          | 9              |
| Singapur (RIAS)                              | 1              |
| Eslovaquia (Singles Digitál Top 100)         | 35             |
| Sudáfrica (Billboard)                        | 11             |
| Suecia (Sverigetopplistan)                   | 48             |
| Suiza (Schweizer Hitparade)                  | 7              |
| Taiwán (Billboard)                           | 1              |
| Turquía (Billboard)                          | 24             |
| Estados Unidos (Billboard Hot 100)           | 1              |
| Estados Unidos (Adult Top 40)                | 21             |
| Estados Unidos (Mainstream Top 40)           | 19             |
| Vietnam (Vietnam Hot 100)                    | 1              |